# Delegazione apostolica di Velletri
La delegazione apostolica di Velletri fu una suddivisione amministrativa dello Stato Pontificio. Corrispondeva alla parte meridionale della provincia italiana di Roma e alla parte settentrionale delle province di Latina e Frosinone. Confinava a nord con la comarca di Roma, a est con la delegazione apostolica di Frosinone, a sud con il Regno delle Due Sicilie e a ovest con il Mar Tirreno.
Poiché la delegazione era retta da un cardinale con il titolo di legato apostolico (anziché semplice delegato), è anche nota come legazione di Velletri. Il legato era normalmente il Decano del Sacro Collegio.

## Storia
La legazione venne istituita da papa Gregorio XVI con il motu proprio Luminose prove del 1º febbraio 1832, riducendo l'estensione della confinante delegazione apostolica di Frosinone.
Il capoluogo della legazione era la città di Velletri, sita tra i Colli Albani e l'Agro Pontino, in posizione strategica sulla via Appia.
Il 22 novembre 1850, con il ritorno di Pio IX a Roma dopo l'esperienza della Repubblica Romana (1849), fu istituita la Quarta Legazione accorpando Frosinone a Velletri (che ottenne il capoluogo). La Quarta Legazione sopravvisse fino alla presa di Roma (20 settembre 1870) e alla fine del potere temporale dei papi, quando fu trasformata nel circondario di Velletri della provincia di Roma.
Nel 1835 la legazione di Velletri era divisa in un distretto (Velletri) composto da otto governi (Cisterna, Cori, Rocca Massima, Segni, Sezze, Terracina, Valmontone e Velletri).

## Geografia antropica

### 1833
| Legazione | Distretto | Governo    | Comunità                                        |
| --------- | --------- | ---------- | ----------------------------------------------- |
| Velletri  | Velletri  | Cori       | Cori                                            |
| Velletri  | Velletri  | Segni      | Carpineto, Gavignano, Gorga, Montelanico, Segni |
| Velletri  | Velletri  | Sezze      | Bassiano, Norma, Sermoneta, Sezze               |
| Velletri  | Velletri  | Terracina  | San Felice, Terracina                           |
| Velletri  | Velletri  | Valmontone | Giulianello, Lugnano, Montefortino, Valmontone  |
| Velletri  | Velletri  | Velletri   | Cisterna, Rocca Massima, Velletri               |

### 1835
| Legazione | Distretto | Governo       | Comunità                                        |
| --------- | --------- | ------------- | ----------------------------------------------- |
| Velletri  | Velletri  | Cisterna      | Cisterna                                        |
| Velletri  | Velletri  | Cori          | Cori                                            |
| Velletri  | Velletri  | Rocca Massima | Rocca Massima                                   |
| Velletri  | Velletri  | Segni         | Carpineto, Gavignano, Gorga, Montelanico, Segni |
| Velletri  | Velletri  | Sezze         | Bassiano, Norma, Sermoneta, Sezze               |
| Velletri  | Velletri  | Terracina     | San Felice, Terracina                           |
| Velletri  | Velletri  | Valmontone    | Giulianello, Montefortino, Valmontone           |
| Velletri  | Velletri  | Velletri      | Velletri                                        |